# Ditrichocorycaeus lubbocki
Ditrichocorycaeus lubbocki – gatunek widłonoga z rodziny Corycaeidae. Opisał go w 1891 roku pruski zoolog Wilhelm Giesbrecht, nadając mu nazwę Corycaeus lubbocki.